# Colin Webster
Colin Webster (ur. 17 lipca 1932 w Cardiff, zm. 1 marca 2001 w Swansea) – walijski piłkarz występujący na pozycji napastnika. 

## Kariera klubowa
Webster karierę rozpoczynał w zespole Cardiff City. W 1952 roku przeszedł do Manchesteru United, grającego w Division One. Zdobył z nim dwa mistrzostwa Anglii (1955/1956, 1956/1957) oraz dwa Puchary Anglii (1956/1957, 1957/1958). W 1958 roku odszedł do Swansea Town z Division Two, a w trakcie sezonu 1962/1963 przeniósł się do Newport County z Division Four. W 1964 roku zakończył tam karierę.

## Kariera reprezentacyjna
W reprezentacji Walii Webster zadebiutował 1 maja 1957 w wygranym 1:0 pojedynku eliminacji mistrzostw świata 1958 z Czechosłowacją. W 1958 roku znalazł się w kadrze na mistrzostwa świata. Zagrał na nich w meczach z Węgrami (1:1), Meksykiem (1:1) i Brazylią (0:1), a Walia odpadła z turnieju w ćwierćfinale. W latach 1957–1958 w drużynie narodowej rozegrał 4 spotkania.